# Inventor of Evil
Inventor of Evil deveti je studijski album njemačkog thrash metal sastava Destruction, objavljen 22. kolovoza 2005.

## Popis pjesama
Tekstovi i glazba: Schmier i Sifringer. 
| 1.    | »Soul Collector«                                   | 4:47 |
| 2.    | »The Defiance Will Remain«                         | 4:16 |
| 3.    | »The Alliance of Hellhoundz«                       | 5:20 |
| 4.    | »No Man's Land«                                    | 4:31 |
| 5.    | »The Calm Before the Storm«                        | 4:59 |
| 6.    | »The Chosen Ones«                                  | 5:05 |
| 7.    | »Dealer of Hostility«                              | 4:17 |
| 8.    | »Under Surveillance«                               | 3:39 |
| 9.    | »Seeds of Hate«                                    | 6:12 |
| 10.   | »Twist of Fate«                                    | 2:56 |
| 11.   | »Killing Machine«                                  | 3:30 |
| 12.   | »Memories of Nothingness« (instrumentalna skladba) | 1:01 |
| 50:33 |                                                    |      |

| Dodatne pjesme na izdanju Digipack | Dodatne pjesme na izdanju Digipack                   | Dodatne pjesme na izdanju Digipack | Dodatne pjesme na izdanju Digipack | Dodatne pjesme na izdanju Digipack | Dodatne pjesme na izdanju Digipack | Dodatne pjesme na izdanju Digipack | Dodatne pjesme na izdanju Digipack | Dodatne pjesme na izdanju Digipack | Dodatne pjesme na izdanju Digipack |
| Br.                                | Skladba                                              | Trajanje                           |                                    |                                    |                                    |                                    |                                    |                                    |                                    |
| ---------------------------------- | ---------------------------------------------------- | ---------------------------------- | ---------------------------------- | ---------------------------------- | ---------------------------------- | ---------------------------------- | ---------------------------------- | ---------------------------------- | ---------------------------------- |
| 13.                                | »We Are the Road Crew« (obrada Motörheada)           | 2:28                               |                                    |                                    |                                    |                                    |                                    |                                    |                                    |
| 14.                                | »The Alliance of Hellhoundz« (s Schmierom na vokalu) | 5:20                               |                                    |                                    |                                    |                                    |                                    |                                    |                                    |
| 58:21                              |                                                      |                                    |                                    |                                    |                                    |                                    |                                    |                                    |                                    |

## Zasluge
| Destruction | Destruction |
| --- | --- |
| | |
| Marcel Schirmer · Mike Sifringer · Vaaver Thomas Rosenmerkel · Harry Wilkens · Michael "Ano" Piranio · Christian Engler · Tommy Sandmann · Oliver "Olly" Kaiser · Sven Vormann · Marc Reign | |
| | |
| Studijski albumi | Infernal Overkill · Eternal Devastation · Release from Agony · Cracked Brain · The Least Successful Human Cannonball · All Hell Breaks Loose · The Antichrist · Metal Discharge · Inventor of Evil · D.E.V.O.L.U.T.I.O.N. · Day of Reckoning · Spiritual Genocide · Under Attack · Born to Perish |
| | |
| EP-ovi | Sentence of Death · Mad Butcher · Destruction · Them Not Me |
| | |
| Koncertni albumi | Live Without Sense · Alive Devastation · The Curse of The Antichrist: Live In Agony |
| | |
| Kompilacije | Thrash Anthems |
| | |
| Videografija | Live Discharge |

| Destruction | Destruction |
| --- | --- |
| | |
| Marcel Schirmer · Mike Sifringer · Vaaver Thomas Rosenmerkel · Harry Wilkens · Michael "Ano" Piranio · Christian Engler · Tommy Sandmann · Oliver "Olly" Kaiser · Sven Vormann · Marc Reign | |
| | |
| Studijski albumi | Infernal Overkill · Eternal Devastation · Release from Agony · Cracked Brain · The Least Successful Human Cannonball · All Hell Breaks Loose · The Antichrist · Metal Discharge · Inventor of Evil · D.E.V.O.L.U.T.I.O.N. · Day of Reckoning · Spiritual Genocide · Under Attack · Born to Perish |
| | |
| EP-ovi | Sentence of Death · Mad Butcher · Destruction · Them Not Me |
| | |
| Koncertni albumi | Live Without Sense · Alive Devastation · The Curse of The Antichrist: Live In Agony |
| | |
| Kompilacije | Thrash Anthems |
| | |
| Videografija | Live Discharge |